# Mistr České republiky Tipsport ELH

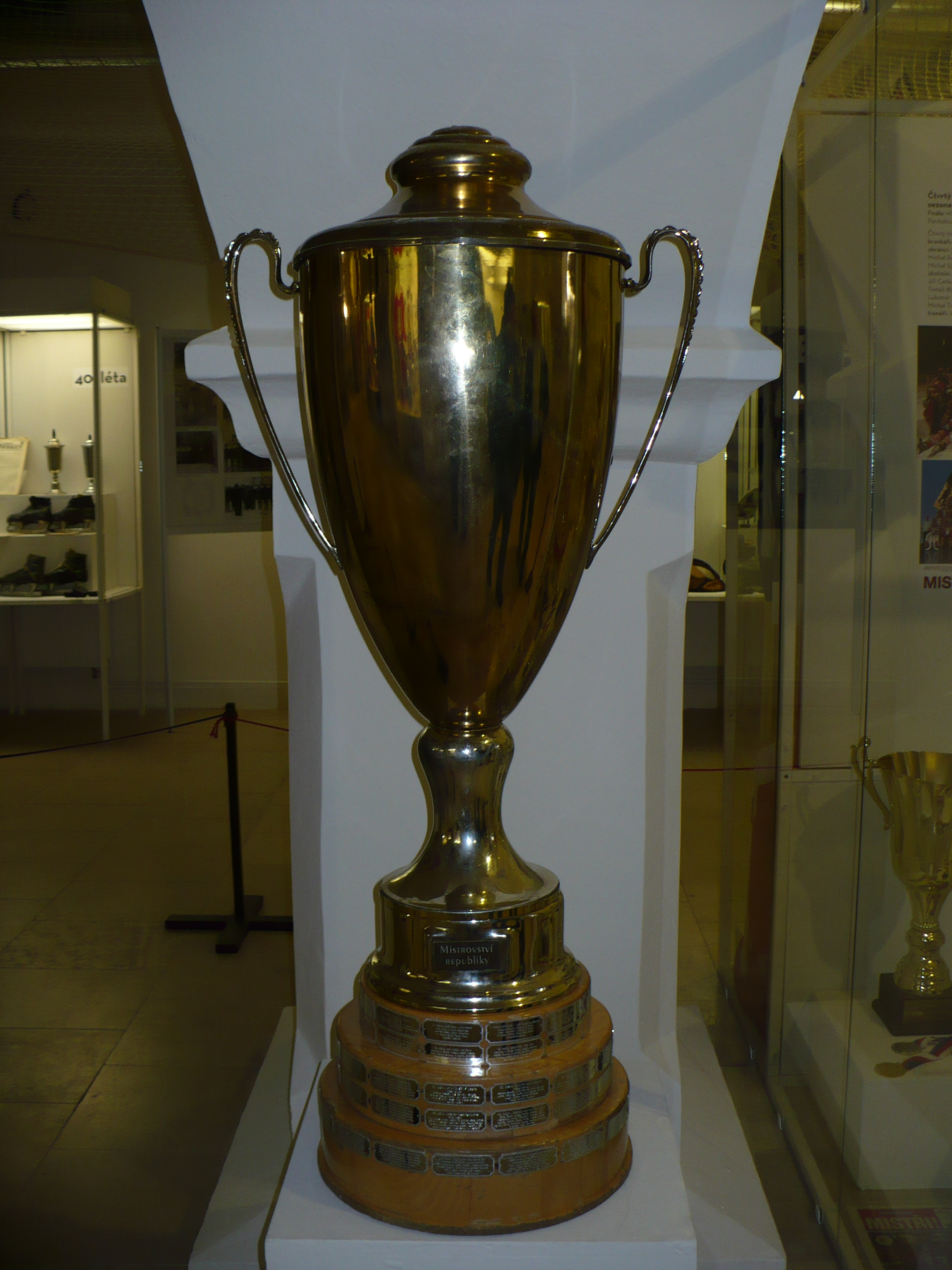
Pohár pro Mistra České republiky Tipsport ELH, tzv. Velký pohár, udělovaný od sezony 1999/00 do sezony 2012/13, na jehož podstavci jsou štítky se jmény všech vítězů nejvyšší československé a později české hokejové soutěže

Mistr ČR Tipsport extraligy ledního hokeje je ocenění týmu, který zvítězí v playoff české extraligy. Toto ocenění a pohár je udělován od sezóny 1999/00. V současnosti jej uděluje Český svaz ledního hokeje.
Od sezony 2013/14 získává vítěz pohár T. G. Masaryka.

## Sponzoři
- 1999/00 – Česká pojišťovna, Český Telecom
- 2000/01 – Česká pojišťovna, Český Telecom
- 2001/02 – Česká pojišťovna, Český Telecom
- 2002/03 – APK LH, ČSLH, Česká pojišťovna, Český Telecom
- 2003/04 – APK LH, ČSLH, Česká pojišťovna, Tipsport
- 2004/05 – Česká pojišťovna
- 2005/06 – Česká pojišťovna
- 2006/07 – Česká pojišťovna / O2
- 2007/08 – Česká pojišťovna / O2
- 2008/09 – Česká pojišťovna / O2
- 2009/10 – Česká pojišťovna / O2
- 2010/11 – Česká pojišťovna
- 2011/12 – Česká pojišťovna
- 2012/13 – Česká pojišťovna
- 2013/14 – Česká pojišťovna
- 2014/15 – Česká pojišťovna
- 2015/16 – Česká pojišťovna

## Držitelé
| Sezóna                        | Tým                          | Na zápasy | Finalista                    |
| ----------------------------- | ---------------------------- | --------- | ---------------------------- |
| 1999/2000                     | HC Sparta Praha              | 3:0       | Vsetínská hokejová           |
| 2000/2001                     | HC Slovnaft Vsetín           | 3:1       | HC Sparta Praha              |
| 2001/2002                     | HC Sparta Praha              | 3:1       | HC Vítkovice                 |
| 2002/2003                     | HC Slavia Praha              | 4:3       | HC ČSOB Pojišťovna Pardubice |
| 2003/2004                     | HC Hamé Zlín                 | 4:1       | HC Slavia Praha              |
| 2004/2005                     | HC Moeller Pardubice         | 4:0       | HC Hamé Zlín                 |
| 2005/2006                     | HC Sparta Praha              | 4:2       | HC Slavia Praha              |
| 2006/2007                     | HC Sparta Praha              | 4:2       | HC Moeller Pardubice         |
| 2007/2008                     | HC Slavia Praha              | 4:3       | HC Energie Karlovy Vary      |
| 2008/2009                     | HC Energie Karlovy Vary      | 4:2       | HC Slavia Praha              |
| 2009/2010                     | HC Eaton Pardubice           | 4:0       | HC Vítkovice Steel           |
| 2010/2011                     | HC Oceláři Třinec            | 4:1       | HC Vítkovice Steel           |
| 2011/2012                     | HC ČSOB Pojišťovna Pardubice | 4:2       | HC Kometa Brno               |
| 2012/2013                     | HC Škoda Plzeň               | 4:3       | PSG Zlín                     |
| nástupce Pohár T. G. Masaryka |                              |           |                              |